# チャールストン (サウスカロライナ州)
チャールストン (英: Charleston) は、アメリカ合衆国サウスカロライナ州の都市。チャールストン郡の郡庁所在地である。人口は約15万人（2020年）で州内最多である。州南東部に位置する歴史の古い港湾都市。近年はこの歴史的な街並みを観光資源としている。
また、全米で指折りの貿易港を持つ港湾都市でもあり、同じく貿易港を持つジョージア州サバンナとは姉妹都市（姉妹港）関係を持っている。

## 概要
チャールストン市はサウスカロライナの海岸線の中点のすぐ南に位置している。アシュレー川とクーパー川が合わさる河口にある。チャールストン港は中心街と大西洋の間にある。イングランド王チャールズ2世の名に因み、チャールズタウン(CharlestownあるいはCharles Towne)として1670年にアシュレー川西岸に建設され、1680年に現在の場所（オイスター・ポイント）に移された。現在の都市名は1783年に採用された。
1690年時点でチャールストンは北アメリカで第5の都市だった。ちなみに他の大都市はフィラデルフィア、ニューヨーク、ボストン、ケベックの各市である。1840年国勢調査の時点でもアメリカ合衆国の中で10位に入っていた。最近の傾向を見る限りでは、州内でも成長速度の速い都市となっている。チャールストンとノースチャールストンを含む都市圏人口は約80万人（2020年）で、都市圏人口では州都コロンビアと互角である。この人口の80%近くは市内とその市街地域にすんでいる。
聖なる市(The Holy City)としても知られる。これは、低層の都市景観を形作る有名な教会があり、その多くの尖塔が街のスカイラインとなっているからである。また当初の13植民地の中で、非カトリックに限定していたとしても信教に対する寛容さを認めていた数少ない都市の一つだったという事実にもよっている。多くのユグノーがチャールストンに向かってきた。さらにチャールストンはユダヤ人にその信仰（ユダヤ教）を制限無しに認めた最初期の植民地都市でもあった。1749年に設立されたカハル・カドッシュ・ベス・エロヒムが大陸アメリカ合衆国で4番目に古いユダヤ教集会所である。ブリス・ショロム・ベス・イスラエルはアメリカ合衆国南部で最古のユダヤ教正統派のシナゴーグであり、アシュケナジム（ドイツと中央ヨーロッパのユダヤ人）によって19世紀半ばに建設された。
エチケットに関する専門家で出版物も多いマージャベル・ヤング・スチュワートが、1995年にチャールストン市を全米でも最もマナーの良い都市に選んだ。これは全米で最初の居住性裁判所(en:Livability Court)があるという事実によっている。

## 歴史

### 植民地時代
イングランド王チャールズ2世（1630年-1685年）がオリバー・クロムウェルの護国卿時代の後に王位に復し、1663年に植民地領主(Lords Proprietor)と呼ばれる8人の忠実な友人にカロライナ領地を特権的領土として認めた。植民地領主が入植の準備を整えるまでに7年間を要し、その最初の土地がチャールズタウンだった。1670年、イギリス人の群落がアシュレー川の西堤、現在の市街の数マイル北西の地に作られた。そこは植民地領主の一人 アントニー・アシュリー＝クーパー (初代シャフツベリ伯爵)によって「偉大なる港町」とする地に選ばれた。1680年までに、イングランドやバルバドス、バージニアからの植民者が増加し、半島にある現在地に移った。カロライナ植民地の首都として、チャールストンは以後の発展の中心となり、16世紀後半のイギリスによる植民の最南端でもあった。
植民者はしばしば海からまた陸からの攻撃に曝されることになった。イギリスに対しその地域の領有権を主張するスペインやフランスによる断続的な攻撃に加えて、インディアンの抵抗や海賊の襲撃も起こった。防衛のためにその小さな入植地の周りに防御壁が造られた。当時の建物が2つ残っている。1つは火薬を貯蔵したパウダー・マガジン(the Powder Magazine)であり、もう一つは酒場のピンクハウス(Pink House)である。
1680年、将来町が成長した時のために、"正確で規則正しい町のモデル"いわゆるグランドモデルが計画された。集会所通りやブロード通りの交差点の近くは市民広場のために取って置かれた。ここは長い間に「法の四つ角」と呼ばれるようになった。すなわち政府や宗教法の様々な機関がこの広場を采配し成長する町を取り仕切ったからである。チャールストン最古の著名な教会であるセント・ミカエル・エピスコパル教会堂は1752年に南西隅に建てられた。その翌年、植民地議会の議事堂が広場の向かいに建てられた。その市内でも顕著な場所と優美な建築で、市民や訪れる者達にイギリス植民地の中での重要性を印象付けるものとなった。地方裁判所が1階に、議会室（下院）と総督理事会室（上院）が2階にあった。

### 民族と宗教の多様化

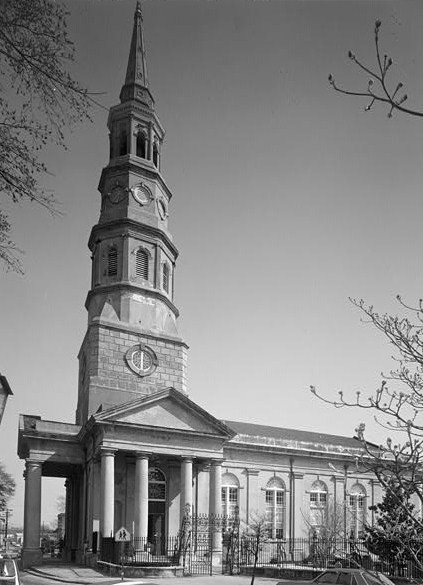
セントフィリップ・エピスコパル教会

初期の開拓者は主にイングランドから来ていたが、植民地時代のチャールストンは民族と宗教が混在してもいた。植民地時代はボストンと姉妹都市を結び、資産のある市民の中には夏をボストンで、冬はチャールストンで過ごす者もいた。バミューダやカリブ海諸島との交易も盛んで、これらの地域から移り住む者もいた。フランス人、スコットランド人、アイルランド人、それにドイツ人が発展する海港市に移民してきており、多くのプロテスタント会派の信者、カトリック教徒、ユダヤ教徒がいた。スペイン系ユダヤ人が多く移住してきたので、19世紀の初めから1830年頃まで、北アメリカで最大かつ最も富んだユダヤ人社会を形成した。1762年に造られたユダヤ人のカミング・ストリート墓地は、彼らの長期に渡る社会が存在したことの証である。最初のイングランド国教会の教会であるセント・フィリップス・エピスコパル教会は1682年に建てられたが、火事で焼け、現在ある場所に移された。奴隷達も人口に占める比率が高かったが、市内の宗教的社会では活発に活動した。自由黒人の市民と奴隷達が、オールド・ベセル合同メソジスト教会を1797年に建てる際に貢献し、1791年建立のエマヌエル・アフリカン・メソジスト・エピスコパル教会の会派は自由人および奴隷のアフリカ系アメリカ人でのみ構成された宗教集団から派生している。この教会は南部で最古のアフリカン・メソジスト・エピスコパル教会であり、アメリカ合衆国全体でも2番目に古いものである。なお、アメリカで最初の博物館が1773年1月12日に開館された。
18世紀半ばからは、大量の移民がカロライナの内陸部に入った。チャールストンを経由して入植した者もいれば、北部のバージニア、メリーランド、ペンシルベニアから入る者も多かった。内陸部の人口は海岸地方のそれを上回るほどになった。これらの人々をチャールストン市民は多くの意味で洗練されていないし、関心の対象が異なる者と見ていたので、幾世代も経て内陸部の民とチャールストンのエリート層との間に軋轢が生ずるようになった。

### 大西洋の主要港
18世紀半ばまでに、チャールストンは活気溢れる貿易の中心地となった。南部植民地に向けた大西洋貿易の中継基地となり、フィラデルフィアより南では最も富んだ大都市になった。1770年には、ボストン、ニューヨーク、フィラデルフィアに次いで4番目の大きな港だった。人口は11,000人で、その半数強が奴隷だった。
チャールストンは鹿皮貿易の中継点でもあった。実際に鹿皮貿易はチャールストン初期経済の基盤になった。チェロキー族やクリーク族インディアンとの貿易に関する同盟により鹿皮の確実な供給が約束された。1699年から1715年の間に、毎年平均して54,000枚の鹿皮がチャールストンからヨーロッパに輸出された鹿皮貿易の最高潮時だった1739年から1761年では、推計で50万頭から125万頭の鹿が殺された。この同じ時期にチャールストンから5,239,350ポンド (2,360,000 kg) の鹿皮が輸出されたという記録がある。鹿皮は男性用の流行でありかつ実用的な乗馬用バックスキン・パンタロン、手袋および本の背表紙に使われた。
米とインディゴが海岸周辺の奴隷を所有する農園主によって栽培され成功していた。これらの作物や船舶用ダイオウマツ材は大きな利益を生む造船業用に輸出された。当時のチャールストンは南部の文化と経済の中心だった。
チャールストンが成長するにつれ、文化的、社会的機会、特に特権階級商人と農園主の機会も増大した。1736年にアメリカで最初の劇場が造られた。この建物は19世紀にプランターズ・ホテルとなり、裕福な農園主が競馬シーズンに滞在する所となった。慈善団体が幾つかの民族集団により形成された。1737年にはフランスのユグノーによりサウスカロライナ協会が、1766年にはジャーマン・フレンドリー協会が、1801年にはアイルランド移民によりハイバーニアン協会が創設された。1748年には当時の科学的、哲学的問題に付いていくことを願う裕福な市民によって、チャールストン図書館協会が設立された。この団体は1770年、サウスカロライナでは最古、全米でも13番目の大学、チャールストン大学の開設にも貢献した。

### アメリカ独立戦争
植民地人とイギリスとの関係が悪化すると、チャールストンはそれに続く革命の焦点となった。「代表なくして課税なし」の概念を体現する1773年の茶法に抗議して、チャールストン市民は茶を没収し、交易所と税関内に保管した。1774年、植民地のあらゆるところから大陸会議に送る代表を選ぶために交易所に集まってきた。代表はアメリカ独立宣言を起草する責務があった。サウスカロライナは交易所の階段でイギリスからの独立を宣言した。まもなく教会の尖塔、特にセント・ミカエル教会の尖塔がイギリス戦闘艦の標的にされたので、独立派の軍隊は夜の空に溶け込むようにその尖塔を黒で塗ってしまった。
チャールストンは前後2回イギリス軍の攻撃目標となった。どちらの場合もイギリス軍の戦略は、イギリス王への忠誠を誓う王党派が軍事的にも支援してくれるという仮定に立っていた。1776年6月28日、クリントン将軍は2,000名の兵士と海軍戦隊を率きつれチャールストンを占領しようとした（サリバン島の戦い）。このときサウスカロライナの王党派も同時に決起することを期待していた。これは戦争の行方を甘く見たものであり、海軍が大陸軍、特にウィリアム・ムールトリーの指揮するムールトリー砦のサウスカロライナ第2連隊に破れ失敗した。艦船の砲弾はまだ完成していなかったものの砦の厚い松材の壁を貫き通すことができなかった。さらに土地の王党派がイギリス軍の期待に反して町の背後から攻撃することも無かった。王党派の組織力が弱く効果を上げられなかった。それでも1780年まで、王党派の避難民からたきこまれたロンドンの高官は今度こそ決起があるものと確信していた。
クリントンは1779年2月に14,000名の部隊とともに再度来襲した。大陸軍のベンジャミン・リンカーン将軍が罠に嵌り、5,400名の将兵全員が降伏した。独立戦争では大陸軍最大の敗北である。捕獲を免れた大陸兵は「沼のキツネ」と呼ばれたフランシス・マリオンやアンドリュー・ピケンズの指揮する民兵隊と合流した。クリントンはコーンウォリス将軍に8,000名の兵を託してニューヨークに戻った。コーンウォリスは王党派を集結させ、植民地内に砦を造り、イギリス王への連帯を誓わせた。イギリス軍は1782年までチャールストン市を支配した。イギリス軍が去ると、1783年に市の名前を公式にチャールストンに変えた。

### 商業の発展

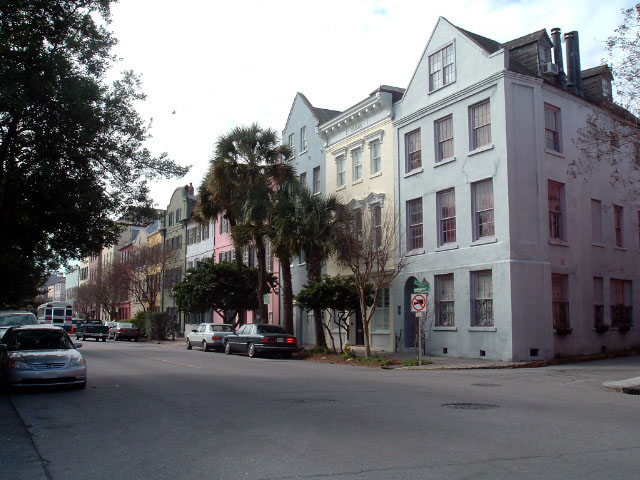
レインボー通り

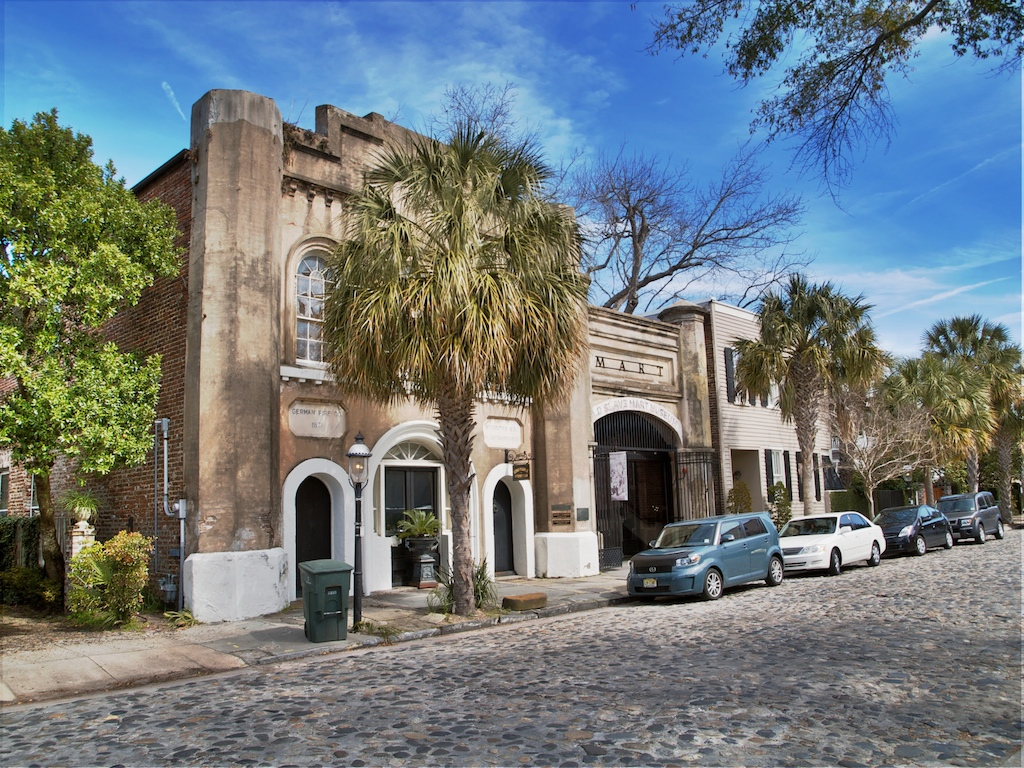
昔の奴隷市場博物館

1788年まで、カロライナは憲法批准会議のために議事堂に会した。連邦政府に対する支持がある一方で、新しい州の首都を選ぶ議論で分裂した。会議中の議事堂で不審火が起こり、その後代表団は交易所に移り、コロンビアを新しい州都とすることを宣言した。1792年、議事堂が再建されチャールストン郡庁舎となった。その完成時、市は植民地の首都から南部の中心地に合うように転換されるために必要とされる全ての公共的建物を所有していた。次の世紀に立てられた多くの威厳ある建物は、多くのチャールストン市民が彼らの社会に感じている楽観論、誇り、市民の宿命を映し出すものになった。
チャールストンはコロンビアに州都を譲ったものの、独立戦争後にプランテーションに拠って立つ経済の繁栄を見ることになった。1793年のコットン・ジンの発明は綿の生産方式を革新し、綿はサウスカロライナの主要輸出品となった。綿プランテーションは奴隷の労働に大きく依存していた。奴隷は市内でも主要な労働力であり、家事奉公人、職人、市場労働者あるいは作業員として働いていた。多くの黒人はアフリカ系アメリカ人の使う言語構造でアフリカ語、フランス語、ドイツ語、英語、バハマ語、オランダ語の単語を組み合わせ、アフリカ系の構造を持った方言であるガラ語を話した。1807年、チャールストン市場が創設された。そこはすぐにアフリカ系アメリカ人の地域社会にとっての中心地となり、多くの奴隷や自由有色人種を店員とする店が軒を連ねた。
1820年、チャールストンの人口は23,000人となったが、黒人の人口が過半数を占めた。1822年に自由黒人のデンマーク・ ビージーが計画した大規模な奴隷の反乱が露見し、チャールストンやカロライナの白人の間におきた興奮状態によって自由黒人と奴隷の活動が著しく制限されることになった。何百人もの自由黒人と奴隷、それに白人の支持者が反乱計画に関わっており、すべて刑務所に入れられた。このことがチャールストンに新しい州立兵器庫を造るきっかけとなった。最近ジョンズ・ホプキンス大学の歴史学者マイケル・P・ジョンソンが発表した研究では、ビージーが計画した奴隷の反乱に関する証言の正確さについて疑いを投げかけている。
チャールストンの行政や社会、産業が成長するにつれ、地域社会の願望を支援するために商業的施設が造られた。全米の銀行で2番目に古い建物を持つサウスカロライナ銀行は1798年に創立された。第一合衆国銀行と第二合衆国銀行の支店が1800年と1817年にそれぞれ開設された。第一合衆国銀行の建物は1818年に市庁舎となったが、第二合衆国銀行の支店は地域社会の活力となり国際貿易に必要な為替を扱える唯一の銀行となった。1840年、新鮮な肉などが毎日生産され取り扱われる市場と倉庫が市の商業中心地となった。奴隷貿易もチャールストン港に頼っており、船から降ろされた奴隷も売り買いされた。

### 南北戦争前の政治定期変化
19世紀の前半、サウスカロライナは「州の権限」が連邦政府の権威に勝るという考えにはまり込んだ。海洋病院のような建物が議論に火をつけ、連邦政府はサウスカロライナの政府、社会、経済に関わるべきだということになった。この時期の連邦政府収入予算の90%以上は輸入品に掛かる関税であり、チャールストンにもある税関が集めていた。1832年、サウスカロライナ議会は、そのころに発効した関税法を対象として、州が連邦法を無効にできるという無効化条例を可決した。直ぐに連邦軍の兵士がチャールストンの砦に派遣され、軍の手で関税を集め始めた（無効化の危機）。この時は、関税が徐々に減らされるという妥協が成立したが、州の権限に関する議論は次の数十年間に高まり続けた。チャールストンは依然としてその地方で最も繁華な港であった。1849年、さらに新しく大きな政府の税関の建設が始まったが、南北戦争によって中断された。
1860年の大統領選挙に先立ち、民主党の会合がチャールストンで開催された。ハイバーニアン会館はスティーブン・ダグラスを支持する代議員の本部となった。ダグラスは拡大する奴隷制度問題について北部と南部の橋渡しをする者として期待されていた。この会合ではどの候補者も3分の2以上の多数の支持を集めることができないまま散会した。この不和が民主党内に亀裂を生み、共和党の候補エイブラハム・リンカーンが選ばれることになった。

### 南北戦争と再建

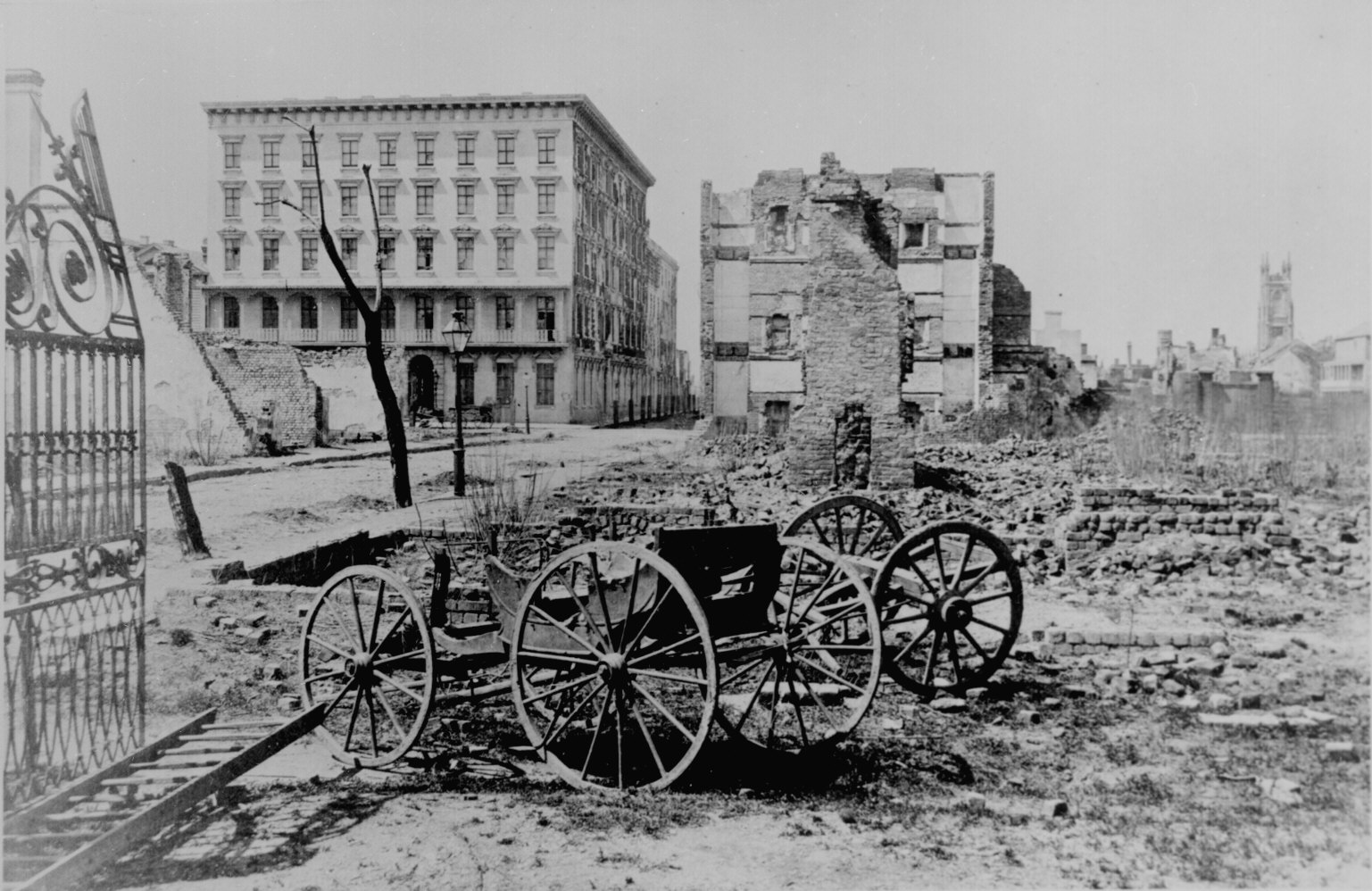
南北戦争後のチャールストン、ミルズ・ハウスと廃墟（1865年）

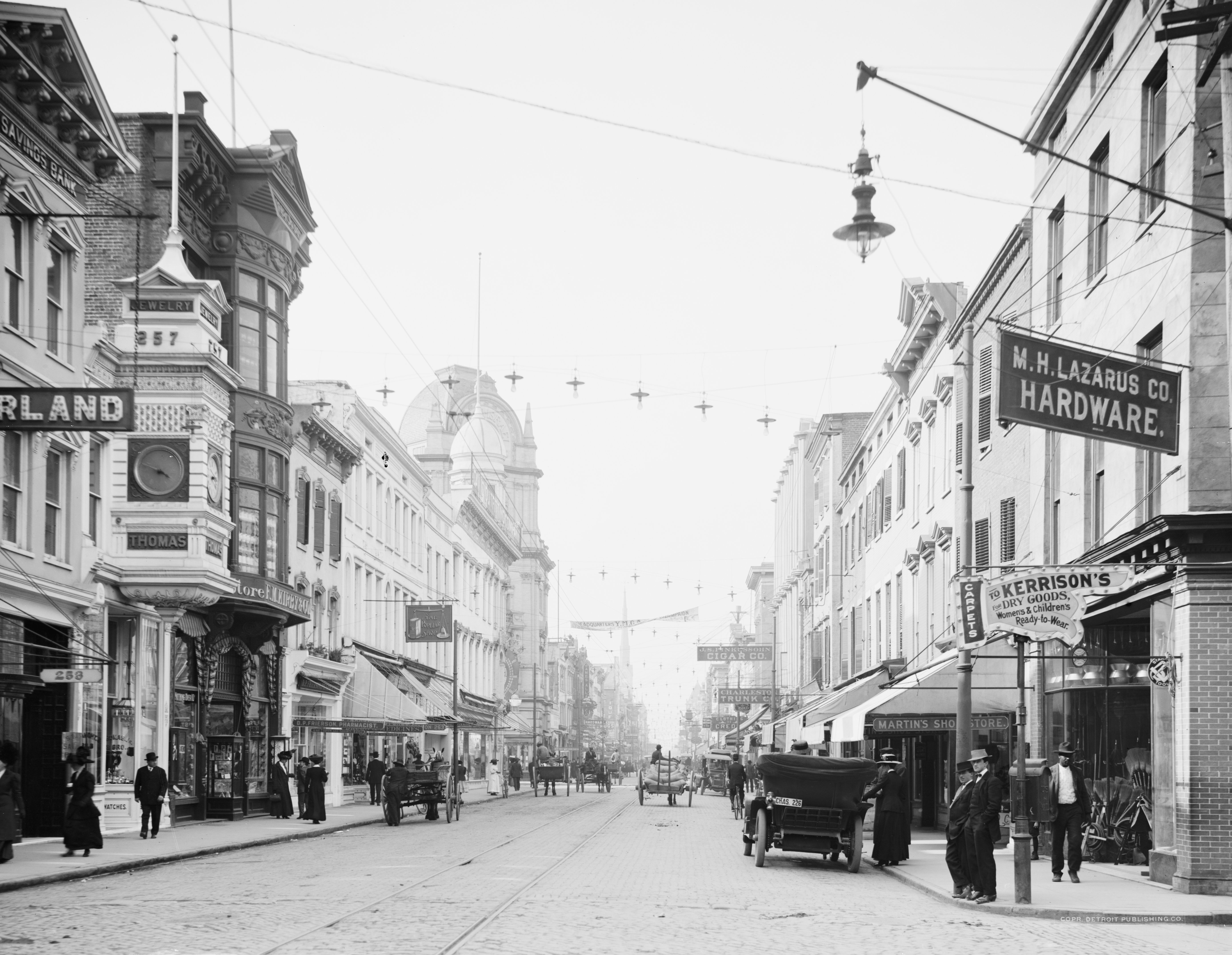
キング・ストリート 1910-1920

エイブラハム・リンカーンの大統領当選が決まった後の1860年12月20日、サウスカロライナ州議会は連邦からの脱退第1号となることを決めた。その主張によると、原因の一つは奴隷制度に敵対的な意見と目的を持つ者に大統領選挙の結果が決まったことであり、他にも様々な原因があるというものだった。
1861年1月9日、チャールストン港に入ってきた連邦の船スター・オブ・ウエスト(Star of the West)に向かってシタデル士官学校の士官候補生が砲弾を放ったときが南北戦争の最初の銃火である。4月12日、ピエール・G.T.ボーリガード将軍に率いられた海岸砲台から港の中にある連邦支配下のサムター要塞に攻撃を仕掛けた。34時間に及ぶ砲撃の後、砦のロバート・アンダーソン少佐は降伏した。士官学校の士官や士官候補生は、サムター要塞への砲撃の間に様々なアメリカ連合国軍砲台に割り振られた。士官学校は南北戦争中も学校としての運営を続けたが、士官候補生はコロンビアのアーセナル士官学校の士官候補生とともにサウスカロライナの軍事部門の一部となり、州士官候補生大隊を構成した。両校の士官候補生は新兵の訓練、銃弾の製造、保護具の保管、連邦捕虜の警備などで連合国軍を支え続けた。1864年12月にはタリフィニークリークで連合国軍への参加を命じられ、前進してくる北軍のW.T.シャーマン将軍の部隊と対戦し、8人が戦死した。チャールストン市は北軍に包囲されたがサムター要塞は支配し続け、ここが封鎖ランナーの拠点となった。また、1864年2月17日、潜水艦のH. L.ハンリーが北軍のUSSフーサトニック(USS Housatonic)に夜襲をかけたのが、史上初めての潜水艦による攻撃の成功となった。1865年、北軍が市中に入り多くの場所を占拠した。例えば、南軍が戦争勃発時に占拠した合衆国兵器庫である。陸軍省はシタデル士官学校のグラウンドや建物も差し押さえた。ここは1882年にローレンス・E・マリチャックの指示で州に返還され士官学校として再開されるまで、17年間も連邦軍駐屯地となった。
最終的に南軍が敗れると連邦軍は市の再建期間(レコンストラクション)チャールストンに駐在した。戦争は戦前の市の繁栄を破壊した。解放された奴隷は貧困と人種差別に直面した。製造業がゆっくりと回復し、住民が戻って活気を作り人口が増えた。市の経済が改善されると、市民達は公共機関も復活するべく働きかけた。1867年チャールストンで最初の黒人のための中等学校が設立された。アベリー校である。シャーマン将軍が合衆国兵器庫をポーター士官学校に転換するための支援を行った。ここでは元兵士や戦争による孤児や貧窮層の少年の教育を行った。ポーター士官学校は後にゴード校と合併し現在は良く知られている幼稚園生から12年制までの予備校となっている。高齢寝たきり者の介護施設、ウィリアム・エンストン・ホームズは1889年に建設された。解放奴隷のJ・テイラー・パーソンがこの家を設計し、何年か後にレコンストラクション後の保守マネジャーとしてそれを平和的に明け渡した。合衆国郵便局と裁判所が1896年に完成し、市中心部の新しい生活のシンボルとなった。
1886年チャールストンはマグニチュード7.5の地震にみまわれ多くの建物が破壊された。この地震は遠く北のボストン、北西のシカゴやミルウォーキー、西のニューオーリンズ、南のキューバや遙か東のバミューダでも感じられた。損壊した建物は2,000棟、被害額は6百万ドルに達した。当時の全市の建物の価値はおよそ2千4百万ドルだった。
多くの火事、ハリケーン、竜巻、何度かの戦争と20世紀の市街地の更新を経て、今日でも多くの歴史的建造物が無傷で残っている。

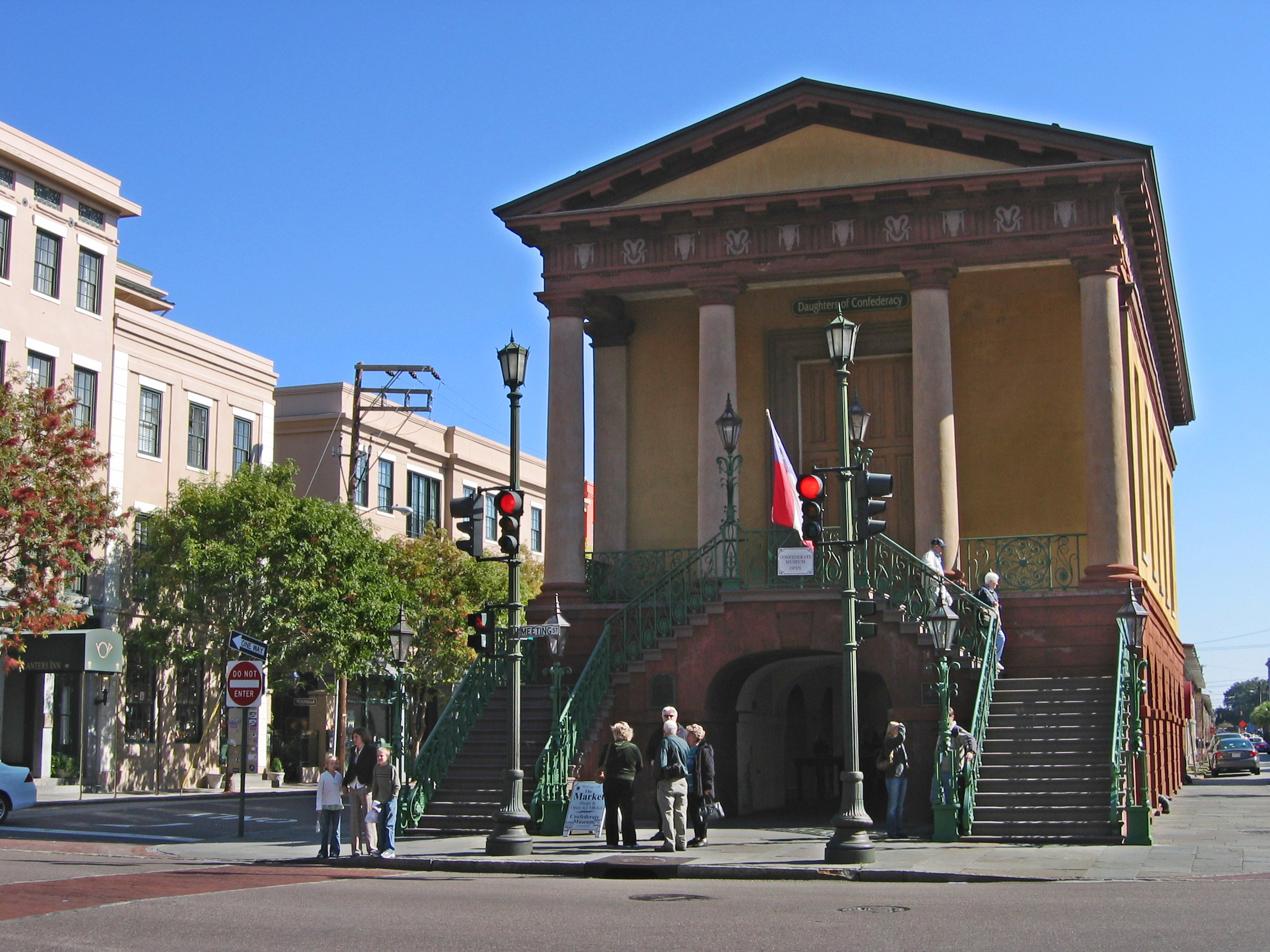
マーケット・ホール、集会所通りと市場通りに位置する。現在は南軍の娘達が使用するシティ・マーケットは人気のある観光地になっている。

20世紀の数十年間、チャールストンは経済的に衰退していたが、大規模な軍隊が駐屯することで地元経済を支え続けていた。1969年のチャールストン病院ストライキは公民権運動の中でも最後の大きな出来事であり、ラルフ・アバーナシー、コレッタ・スコット・キング、アンドリュー・ヤングなどの著名人が地元のメアリー・ムールトリーと共に行進した。このときの話はトム・デントの著書『南部の旅』に書かれている。現市長のジョセフ・P・ライリーJrが1975年に当選して現代のルネサンスが始まった。ライリーはチャールストンの経済と文化遺産を再生する主要提唱者であり続けている。20世紀の最後の30年間で市内に新しい投資があり、市による多くの歴史保存への改良や関与があった。この動きは1989年のハリケーン・ユーゴーによっても遅らされることなく、現在でも続いている。
1989年のハリケーン・ユーゴーでは、近郷のマクレランビルの被害が一番ひどかったが、チャールストンの歴史地区の建物の4分の3も損壊した。このハリケーンの被害額は28億ドルに達した。チャールストン市はハリケーン後にかなり急速に回復することができ、人口も成長して2008年推計で126,567人に達した。
1993年、チャールストン空軍基地でC-17グローブマスターIII輸送機の大隊が世界で初めて作られた。
2004年、サウスカロライナ医科大学に代わって、SPAWARアメリカ海軍宇宙海事システム指令所はチャールストン都市圏で最大の雇用主となった。
チャールストンは総合通信外来患者薬局(en:Consolidated Mail Outpatient Pharmacy (CMOP))の所在地である。これは退役軍人局が音頭をとり、合衆国中の戦略地点でコンピュータを使い、退役軍人にメールで処方箋を取り扱うものである。

## 地理および気候
チャールストンは、北緯32度47分00秒 西経79度56分00秒 / 北緯32.78333度 西経79.93333度 に位置する。

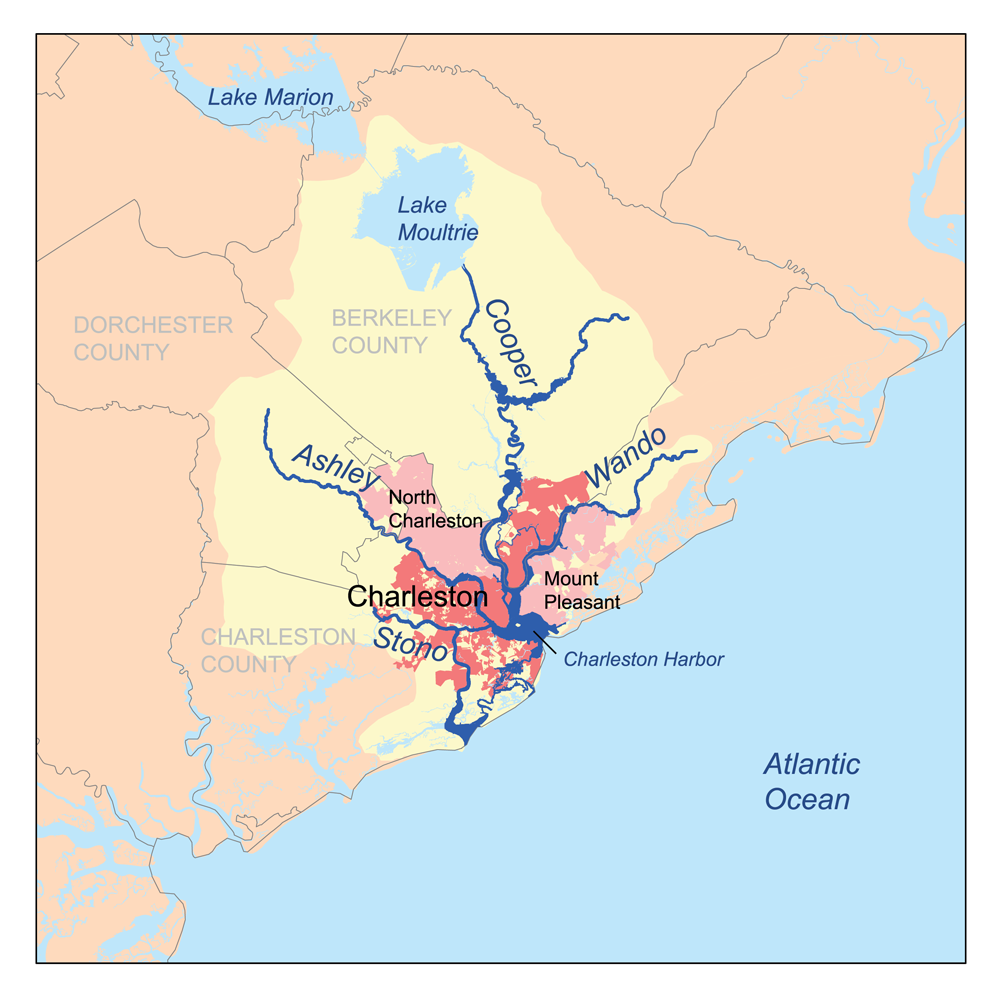
チャールストン近辺の大河と港

アメリカ合衆国国勢調査局によると、総面積は347.5 km2（147.1 mi2）、陸地面積は251.2 km2（97.0 mi2）、水域44.3 km2（17.1 mi2）である。水域比率15%である。古い市街は半島にあり、市民の言い方では「アシュレー川とクーパー川が合わさって大西洋を作る所」にある。半島全体は高度が低く、埋め立てられた所もある。激しい雨、高波や異常な高潮でしばしば洪水を起こした。市の境界は半島からアシュレー川に沿って広がり、ウェストアシュレーの大半とジェームズ島やジョンズ島の部分を含んでいる。クーパー川沿いではダニエル島とケインホイ地区を含んでいる。半島の北はノース・チャールストンとなり、クーパー川の東の地にはマウントプレザントがある。
感潮河川（ワンドー、クーパー、ストノ、アシュレーの各河川）は沈水海岸の証拠である。換言すれば、元々の川は川床が低く、海洋が隆起するか陸地が沈降したために地形が変化した。チャールストン港の入り口には沈降した川のデルタがあり、川は深く、港に適している。海洋の隆起は氷河期の終りに氷河が溶けたことによると思われる。

### 気候
チャールストンは温暖湿潤気候（ケッペンの気候区分Cfa）にあり、冬は温暖だが、夏は暑くて湿度が高く、一年中そこそこの降雨がある。夏は雨の多い季節であり、雷雨が多くて年間降水量のほぼ半分は夏の間に記録されている。秋は11月まで比較的暖かい。冬は短く温暖であり、時たま降雨があるのが特徴である。雪は滅多に降ることはないが、2010年2月12日に3.4インチ (8.6 cm) の降雪があり、これは20年振りのこととなった。過去最高気温は1985年6月2日の104°F (40℃) （イーストベイ通りの税関で観測）であり、過去最低気温は1985年1月21日の10°F (−12℃) だった。毎年夏と初秋はハリケーンが大きな脅威であり1989年のハリケーン・ユーゴー（カテゴリー4）を初めとして何度も強烈なハリケーンに見舞われてきた。
1761年には大きな竜巻が起こり、一時的にアシュレー川を渇水させ、海岸の艦船5隻を沈めた。
| チャールストンの気候        | チャールストンの気候 | チャールストンの気候 | チャールストンの気候 | チャールストンの気候 | チャールストンの気候 | チャールストンの気候 | チャールストンの気候 | チャールストンの気候 | チャールストンの気候 | チャールストンの気候 | チャールストンの気候 | チャールストンの気候 | チャールストンの気候 |
| 月                          | 1月                  | 2月                  | 3月                  | 4月                  | 5月                  | 6月                  | 7月                  | 8月                  | 9月                  | 10月                 | 11月                 | 12月                 | 年                   |
| --------------------------- | -------------------- | -------------------- | -------------------- | -------------------- | -------------------- | -------------------- | -------------------- | -------------------- | -------------------- | -------------------- | -------------------- | -------------------- | -------------------- |
| 平均最高気温 °C （°F）      | 13.9 (57.1)          | 15.4 (59.8)          | 18.8 (65.8)          | 22.7 (72.9)          | 26.4 (79.6)          | 29.4 (84.9)          | 31.4 (88.5)          | 30.6 (87.1)          | 28.3 (83.0)          | 23.9 (75.1)          | 19.8 (67.6)          | 15.6 (60.0)          | 23.1 (73.5)          |
| 平均最低気温 °C （°F）      | 5.8 (42.4)           | 7.2 (44.9)           | 10.8 (51.5)          | 14.7 (58.5)          | 19.7 (67.4)          | 23.2 (73.8)          | 25 (77.0)            | 24.5 (76.1)          | 22.3 (72.2)          | 16.6 (61.9)          | 11.9 (53.4)          | 7.5 (45.5)           | 15.8 (60.4)          |
| 降水量 mm （inch）          | 91.9 (3.62)          | 66.5 (2.62)          | 97.3 (3.83)          | 62 (2.44)            | 70.4 (2.77)          | 126 (4.96)           | 139.7 (5.50)         | 166.1 (6.54)         | 155.7 (6.13)         | 76.7 (3.02)          | 55.4 (2.18)          | 70.6 (2.78)          | 1,178.3 (46.39)      |
| 平均降水日数                | 10.1                 | 8.0                  | 8.5                  | 7.0                  | 7.6                  | 10.6                 | 11.4                 | 11.9                 | 9.7                  | 6.1                  | 7.0                  | 9.0                  | 106.9                |
| 平均月間日照時間            | 179.8                | 189.3                | 244.9                | 276.0                | 294.5                | 279.0                | 288.3                | 257.3                | 219.0                | 223.2                | 189.0                | 170.5                | 2,810.8              |
| 出典：NOAA , HKO 2010-06-09 |                      |                      |                      |                      |                      |                      |                      |                      |                      |                      |                      |                      |                      |

## 都市圏
チャールストン・ノースチャールストン・サマービル都市圏は、チャールストン郡、バークレー郡 、ドーチェスター郡およびコレトン郡の4郡で構成される。2005年の推計で、都市圏人口は634,568人だった。チャールストンには幾つかの大きな郊外都市がある。ノースチャールストンはチャールストンと並ぶ人口があり、州内第3の都市である。マウント・プレザントとサマービルがそれに次ぐ都市である。これらの都市とチャールストン周辺の編入済あるいは未編入の地域を組み合わせてチャールストン・ノースチャールストン市街地となり、2000年時点の人口は423,410人だった。この人口はコロンビア都市圏より少し大きく、チャールストン・ノースチャールストン・サマービル都市圏は州内第1位の都市圏になっている。この都市圏はバークレー郡モンクスコーナーという別のかなり小さな都市部も含んでいる。
レコンストラクションまでは伝統的な教区制（parish system）、以降は郡制となった。それにもかかわらず、教区制はある程度存続し、主に公共事業地区として用いられている。チャールストンの旧市街は元々セントフィリップ & セントミカエルの教区だった。現在でもセントジェイムズ、セントジョージ、セントアンドリューズ、セントジョンの各教区が存在し、後の2教区は大半がまだ田舎の編入済教区である。

### チャールストン都市圏の市と町
| - アウェンドー町Awendaw - フォリービーチ市Folly Beach - ハナハン市 - アイルオブパームズ市 - ジェイムズアイランド町James Island - マウントプレザント町 - ノースチャールストン市 | - サリバンズアイランド町 - サマービル町 - グースクリーク市 - モンクスコーナー町Moncks Corner - ハリウッド町Hollywood - ロックビル町Rockville - メゲット町Meggett - マクレランビル町McClellanville |

### 他の未編入地区
- ジョンズ島
- ワドマロー島
- モリス島
- エディスト島
- デウィーズ島
- ヨンジェス島
- ラドソン

## 人口動態
人種・民族構成は、白人70.2%、アフリカ系アメリカ人25.4%、アジア系アメリカ人1.6%、ヒスパニック2.9%である。

## 社会基盤

### 行政府
チャールストンは強い市長と市政委員会の形態を採り、市長が主管理者かつ市政の行政官として行動している。市長は市政委員会を主宰し、委員と同等の投票権がある。委員会は市内12の選挙区から各1人選出される12人の委員で構成されている。

### 緊急サービス

#### 消防署

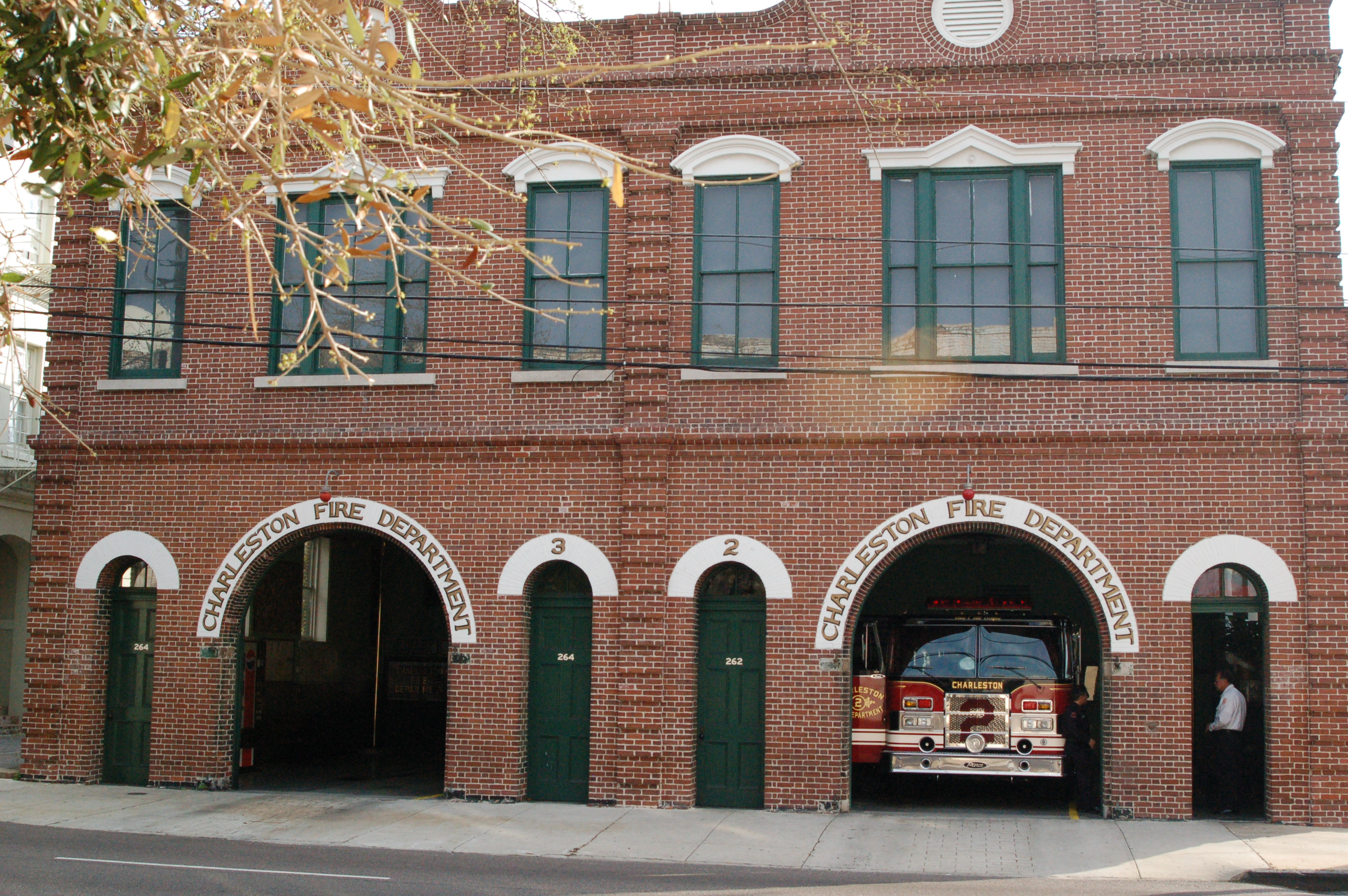
チャールストン市消防局の消防署

チャールストン市消防局には市内にばらまかれた10個中隊237人の消防士がいる。

#### 警察署
チャールストン市警察局には382人の警官、137人の文民および27人の予備警官がおり、州内最大の警察組織となっている。薬物使用やギャングの暴力を取り締まる手続は他の都市のモデルとして使われている。2005年のFBI犯罪リポートに拠れば、チャールストンの犯罪発生率はほとんど全てのカテゴリーで国内平均より悪くなっている。

#### 救急医療と病院
チャールストン市の救急医療サービスはチャールストン郡救急医療サービスとバークレー郡救急医療サービスが行っている。
チャールストンは州東部の医療中心になっている。中心街だけでサウスカロライナ医科大学病院、ラルフ・H・ジョンソン病院およびローパー病院という総合病院がある。サウスカロライナ医科大学は州内初かつ最大の医科大学であり、合衆国内で継続されているものとしては6番目に古い。中心街の医療地区はバイオテクノロジーや医療研究分野が主要病院の拡大と共に急速な成長を遂げている。さらに市内や都市圏の他の場所に位置するボン・セコール＝セントフランシス・ザビエル病院、トライデント病院およびイーストクーパー地域病院のような総合病院でも拡張計画が進行中である。

## 犯罪
下表は、モーガン・クィットノーが「アメリカで最も危険な都市」ランキングの計算に用いる6つの犯罪カテゴリーでチャールストンの犯罪率を全国平均との対比で示したものである。この統計は実際の犯罪発生件数ではなく、人口10万人当たりの発生件数で示されている。
| 犯罪       | チャールストン（2007年） | 全米平均 |
| ---------- | ------------------------ | -------- |
| 殺人       | 12.8                     | 6.9      |
| 強姦       | 50.3                     | 32.2     |
| 夜盗       | 244.1                    | 195.4    |
| 強盗       | 515.6                    | 340.1    |
| 窃盗       | 676.5                    | 814.5    |
| 自動車窃盗 | 1253.8                   | 391.3    |

チャールストンの犯罪率は1999年以降全体として減少している。1999年時点の人口10万人あたり犯罪発生件数は597.1だった。全米平均は320.9である。2007年のチャールストンの犯罪指数は430.9まで減少した。
連邦議会クォーターリー・プレス2008年都市圏犯罪率ランキングに拠れば、75,000人以上の都市の中でチャールストンは危険な方から124番目だった。しかし、チャールストン・ノースチャールストン都市圏全体ではさらに悪く第21位である。

### チャールストン教会銃撃事件
2015年6月17日には市内の教会で銃撃事件が発生し、1人が負傷、9人が死亡した。

## 経済
参考：Port of Charleston

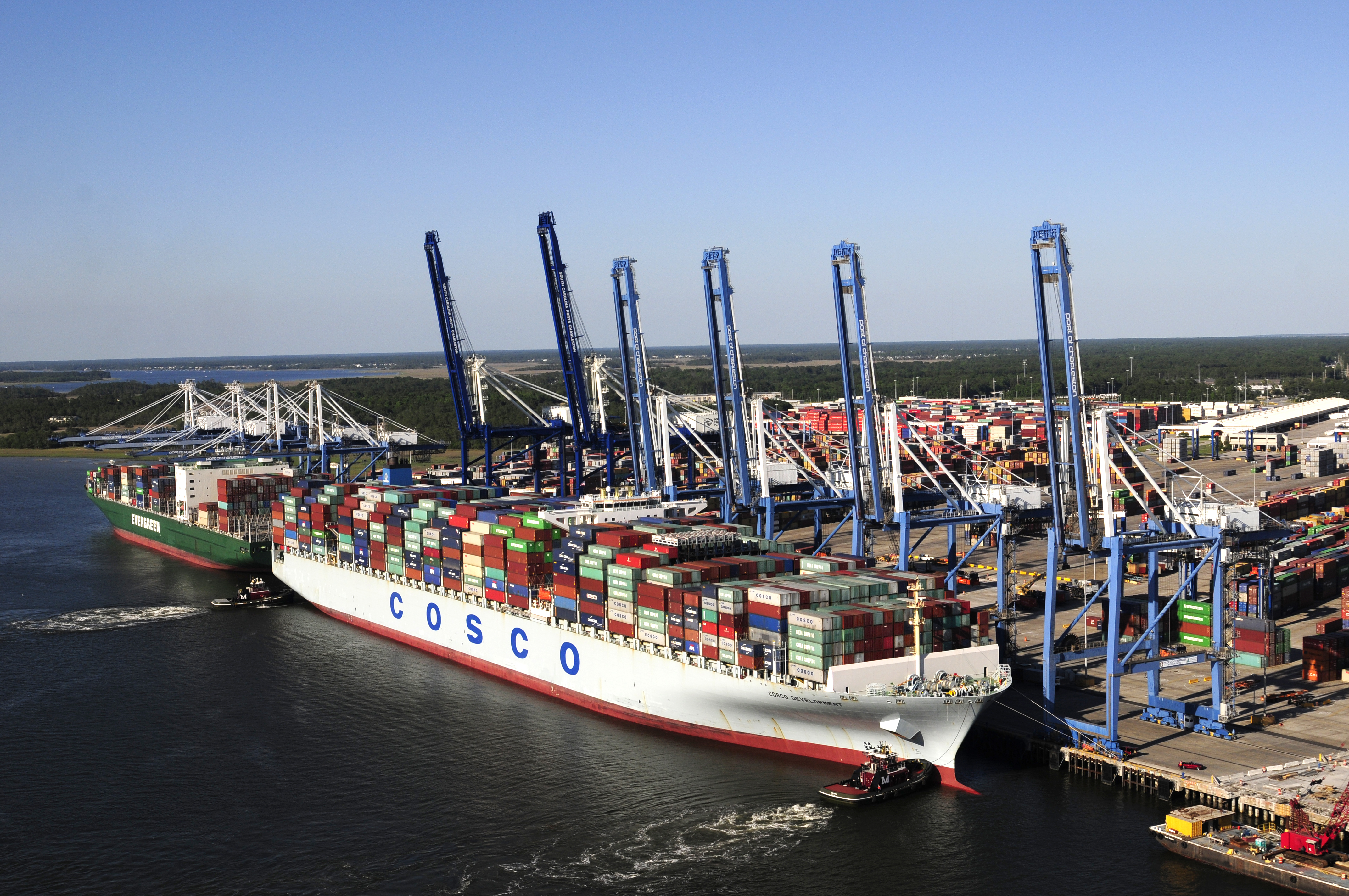
チャールストン港

天然の良港であるチャールストンは現代もなお、ジョージア州サバンナなどと並び、東海岸南部の重要な港湾都市である。チャールストン港はかつて海軍基地として機能していたがハリケーン・ユーゴーによる罹災が引き金となって基地は閉鎖、失業者の雇用確保と広大な跡地利用が大きな課題となった。そこで、パナマ運河拡張を睨み大型船が寄港可能な地の利を活かし積極的に企業を誘致するとともに、海軍跡地に新たなコンテナターミナル造成計画を立案、2021年に竣工した。それと同時に、他港との競合を鑑み2018年から湾内の浚渫を開始、2022年には東海岸で最も深い港湾となった。湾内は満潮時に水深60フィート、干潮時でも54フィートあるため、常時最大喫水52フィート、パナマックス級の大型船が寄港できるようになり、大幅にアジア方面からの取扱量が増加した。
2023年現在同港は、アメリカ合衆国東海岸で4番目、北米で8番目のコンテナ取扱港にもなっている。また、同時に南北カロライナ州に集積したIT、自動車、航空等の各産業輸出拠点としても機能し、急速に発展を遂げるようになった。。
港湾の再興とともにチャールストンはシリコンハーバー（Silicon Harvor）の異名を持つようになり、IT産業が発展している。情報技術の職と会社にとっても重要な拠点となり、ブラックボー、モデュラント、CSSおよびベネフィットフォーカスといった企業が集まっている。
また、チャールストンは歴史的な街並みなどが人気の高い観光都市にもなっている。かなりの数の高級ホテル、チェーンホテル、宿屋、朝食つき宿泊所があり、また多くの賞を獲得したレストランや高級品店がある著名な観光地となっている。スペイン苔で覆われたリブオークの並木のある街路や、至る所にサウスカロライナ州の州木であるサバル椰子があることで有名である。レインボー・ローと呼ばれる水際の一帯には多くの美しく歴史のあるパステルカラーの家が並んでいる。なお、前述のチャールストン港はクルーズ船の寄港地としても知られている。
チャールストンは芸術分野でも重要であり、雑誌アメリカンスタイルでは芸術中心25傑の中に挙げられている。

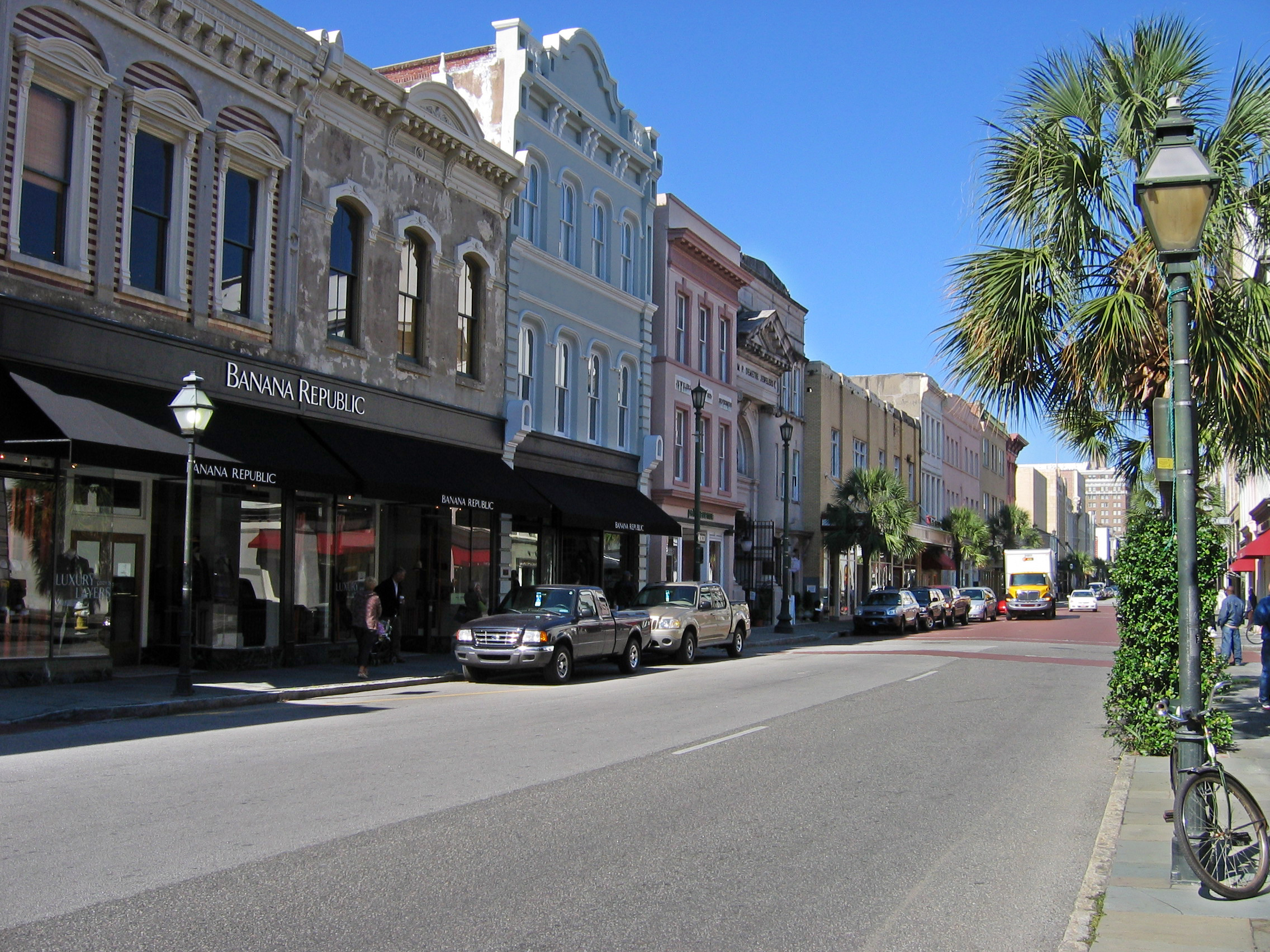
キングストリートの店

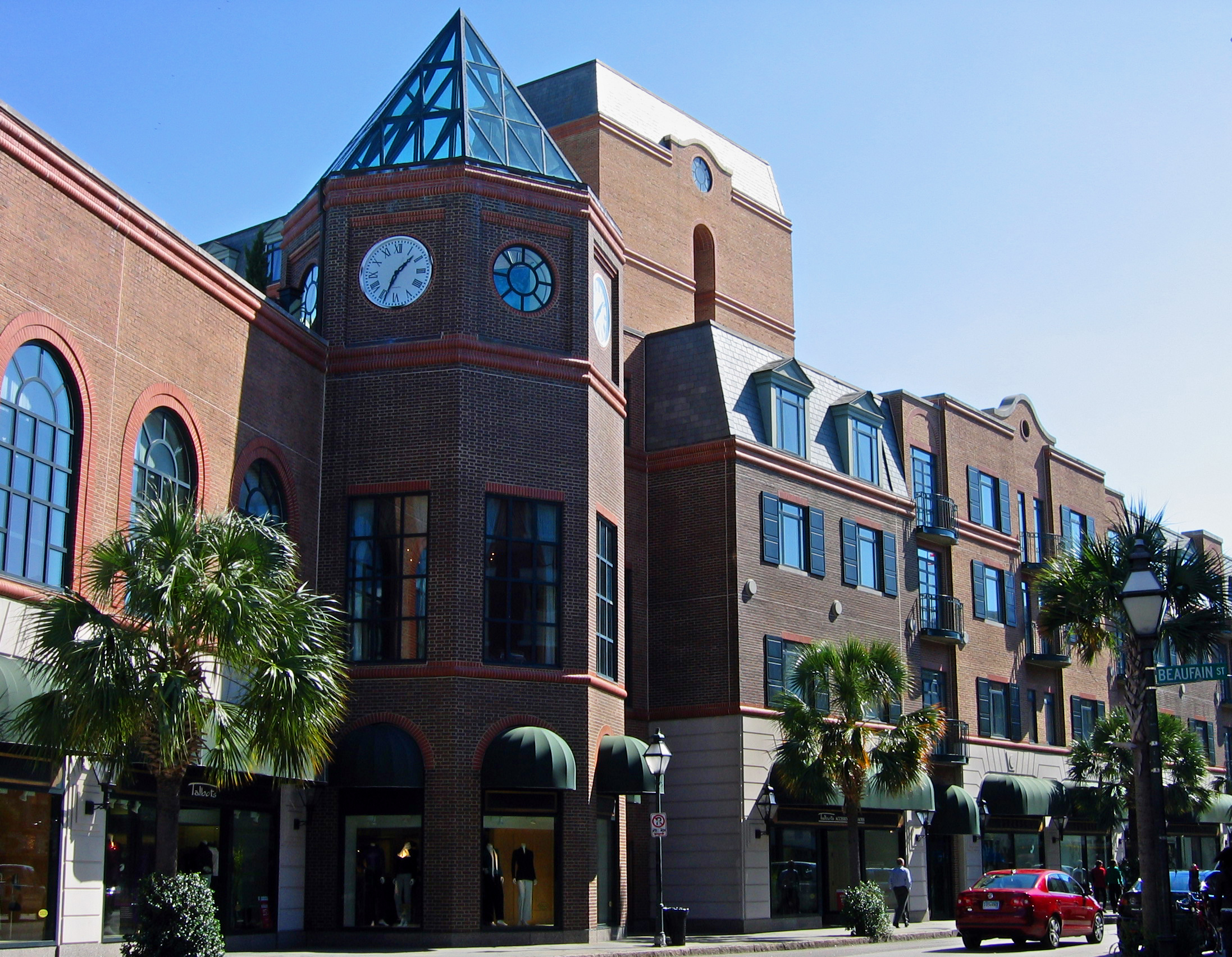
チャールストン・プレース

チャールストンの経済は主に繁栄する港と観光によっている。多くの大企業の本社もある。
- アモコen:Amoco - 物流センター
- ブラックボーen:Blackbaud - 本社
- ロバート・ボッシュ - 工場
- カロライナ第一銀行 - チャールストン支店
- ヘス - 物流センター
- ニューコア - 工場
- ベライゾン・ワイヤレス - 南東本社
- ヴォート・エアクラフト・インダストリーズ - ドリームライナーの組立工場

### ショッピング・モール
- センター・ポイント
- シタデル・モール
- ダウンタウン・ショッピング地区 - キング・ストリート、ミーティング・ストリートを含む
- マウント・プレザント・タウンセンター 郊外モール
- ノースウッズ・モール
- タンジャー・アウトレット・モール
- ザ・マーケット
- チャールストン・プレースの店

### 主要百貨店
- ベルク - 4店
- ディラーヅ - 2店
- JCペニー - 2店
- サクス・フィフス・アベニュー
- シアーズ - 3店

## 交通

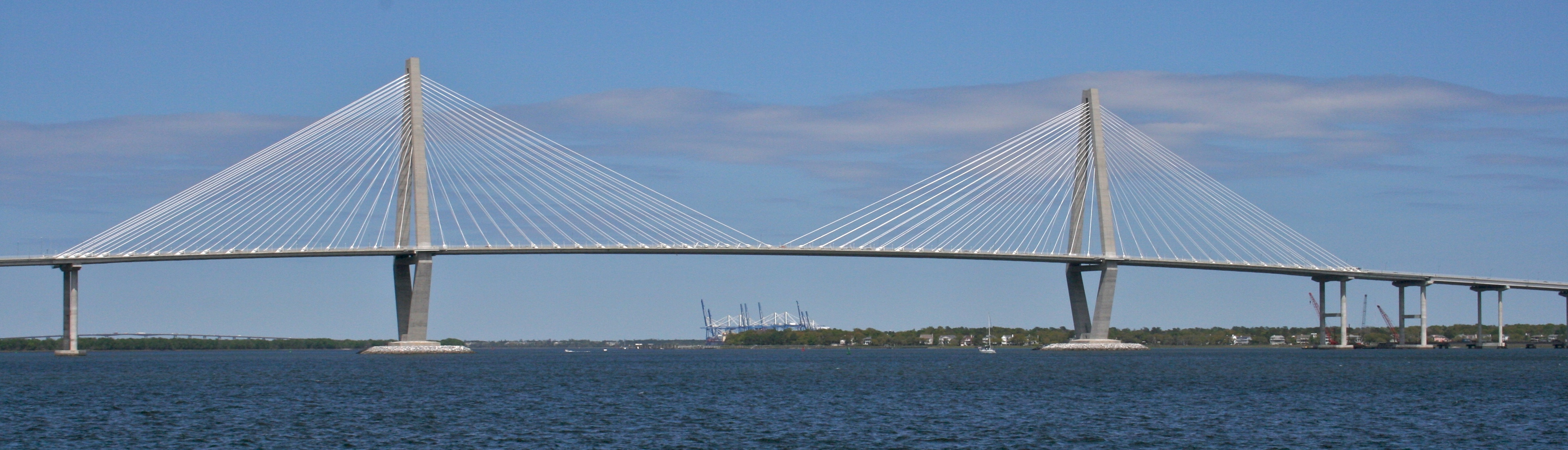
アーサー・ラベネル・ジュニア橋

クーパー川に架かるアーサー・ラベネル・ジュニア橋は2005年7月16日に開通し、アメリカ大陸で最長の斜張橋となった。この橋でマウントプレザントとチャールストン中心街を繋いでおり、8車線と3.6mの歩行者・自転車道が備えられている。1929年に架けられたグレイス記念橋と1966年に架けられたサイラス・N・ピアマン橋に代わるものとなった。これら古い橋はアメリカでも危険度の高いものと考えられていたので、新橋が開通した後に解体された。

### 道路
州間高速道路26号線が市の北西部から入っており、空港、州間高速道路95号線およびコロンビアとを繋いでいる。26号線は中心街のセプティマ・クラーク・イクスプレスウェイで終わっており、そこから半島の3分の2を横切った後にアーサー・ラベネル・ジュニア橋に入る。この橋とセプティマ・クラーク・イクスプレスウェイはアメリカ国道17号線の一部であり、チャールストン市内とマウントプレザントを東西に走っている。州間高速道路526号線、別名マーク・クラーク・イクスプレスウェイは市内を半円状に取り巻いている。アメリカ国道52号線がミーティング通り、その支線がイーストベイ通りであり、イーストサイドを離れるとモリソン・ドライブに変わる。この道路は市内のネック地域（工業地域）でキング通りと合流し、リバーズ・アベニューとなる。アメリカ国道78号線は中心街でキング通りであり、ミーティング通りと合流してリバーズ・アベニューとなる。
- アメリカ国道17号線
- アメリカ国道52号線
- アメリカ国道52号線支線
- アメリカ国道78号
- 州間高速道路26号線、東部終端がチャールストンにある
- 州間高速道路526号線
- 州間高速道路526号線産業道路
- 州道7号線 - サム・リッテンバーグ・ブールバード
- 州道30号線 - ジェイムズ・アイランド・イクスプレスウェイ
- 州道61号線 - セントアンドリューズ・ブールバード/アシュレー川道路
- 州道1717号線 - オールドタウン道路/フォリー道路
- 州道700号線 - メイバンク・ハイウェイ

### 空港
チャールストン国際空港はサウスカロライナ州で最も利用される空港であり、ノースチャールストン市に立地している。この空港は軍民共用でチャールストン空軍基地と滑走路を共有している。

### 市内交通
市内ではチャールストン地域交通公社が運行するバス便が利用できる。都心部の大半には定期運航便があり、ラック・アンド・ライド制度の一部として自転車を掛けるラックがバスに装備されている。バスは歴史ある中心街の名所を結び、中心街を走るトロリーバスは電話連絡を受けて歩道端で身体障害者を拾うサービスも行っている。
市内や都市圏の田園部はバークレー・チャールストン・ドーチェスター田園交通管理協会が運行する別のバス便が使える。これは通常トリカウンティ（3郡）リンクと呼ばれている。

### 港湾

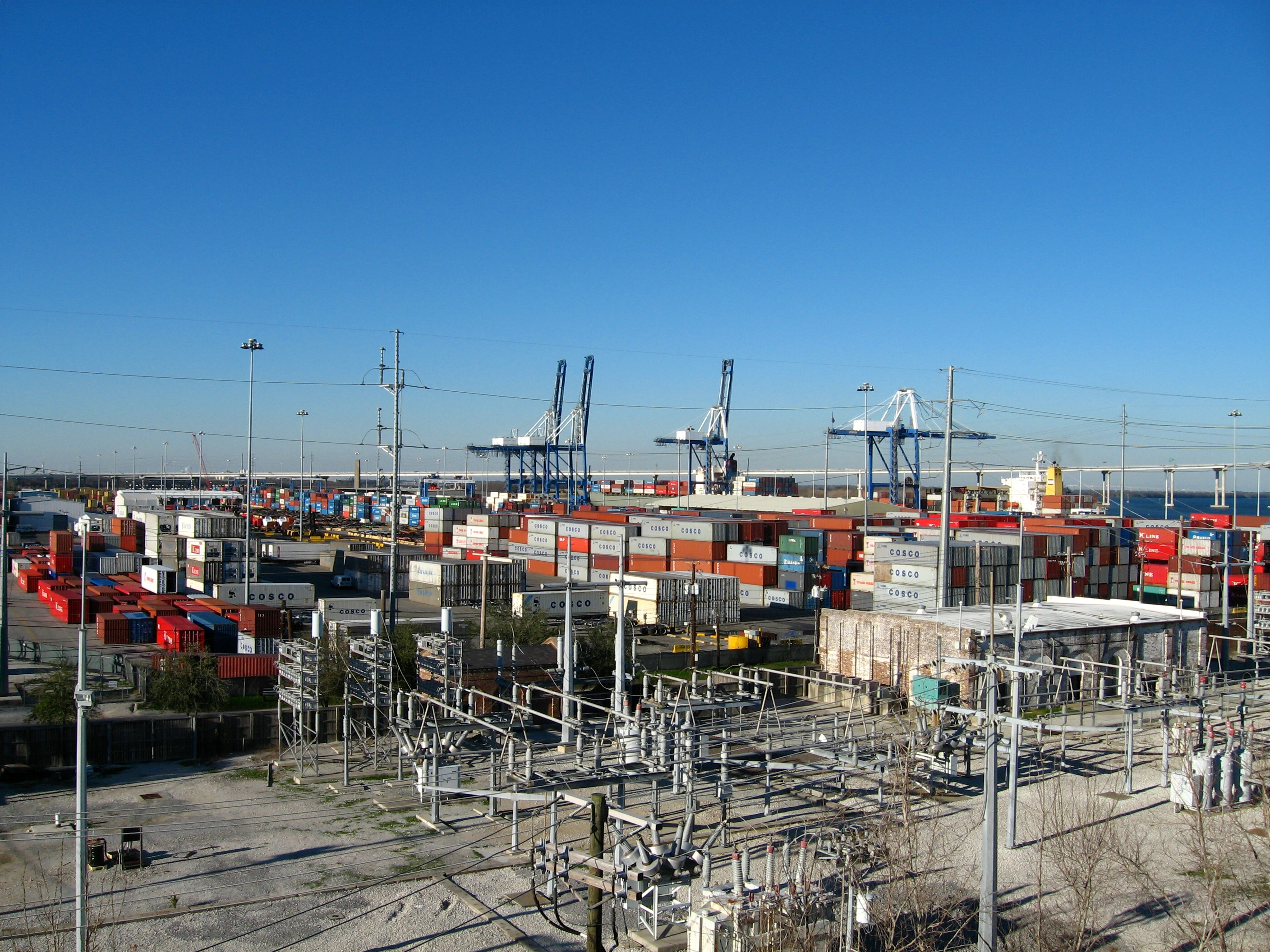
コロンバス・ストリート・ターミナル、南西から望む

チャールストン港には5つのターミナルがある。3つは港にあり、残り2つはチャールストン港の真北クーパー川にある。港はサプライチェーン・イグゼクティブによって顧客満足度北米一番に格付けされた。港の活動はチャールストンの収入源として観光業に次いで第2位である。ユニオン・ピア・ターミナルにはクルーズ船乗客ターミナルもあり、毎年多くのクルーズ船が発着している。2010年5月、カーニバルクルーズラインのファンタジーがチャールストンを母港とすることになり、毎週バハマとキーウェスト、さらにはバミューダへのクルーズを提供している。セレブリティ・クルーズラインのマーキュリーも年に数回チャールストン港を出港する。ユニオン・ピア・ターミナルからは、毎週のファンタジーの出港に加えて、2010年に67回の入出港がある。
- コロンバス・ストリート・ターミナル
- ノースチャールストン・ターミナル、ノースチャールストンにある
- ユニオン・ピア・ターミナル
- ベテランズ・ターミナル、ノースチャールストンにある
- ワンドー・ウェルチ・ターミナル、マウント・プレザントにある
- 港に対する需要が増しているので新しいターミナルが建設中である。場所はノースチャールストン市の元海軍造船所。

## 文化

### 方言
チャールストンの特徴ある方言は（消えつつあるが）、その持っている単一の特性ゆえに、南部や他の地区で長い間注目を集めてきた。数ある南部方言の中でも唯一チャールストンの人は、伝統的に長音の中位母音を半母音化し、特定の環境では/ay/ や /aw/ の語尾を持ち上げ、"r"の発音をしない。チャールストン方言のこの特徴は初期の移民であるフランスのユグノーやスペイン系ユダヤ人によると考える者がいる。どちらもチャールストンの発展と歴史に大きな役割を演じた。しかし、ガラ言語を話すアフリカ系アメリカ人の高い集中度を考えれば、この言語パターンはガラのアフリカ系アメリカ人社会の方言から多くの影響を受けたと考えることもできる。
今日でも、土地のアフリカ系アメリカ人の間ではガラ言語と方言が話されている。しかし地域の発展が速いために特に周縁の島嶼部ではその特徴がゆっくりと消えていっている。
チャールストンの初期方言に光を投げかけたのは、シルベスター・プライマーの著した『チャールストン地方気質』Charleston Provincialismsと『チャールストン地方気質におけるユグノーの要素』The Huguenot Element in Charleston's Provincialismsである。チャールストンの言語パターンに対するスペイン系ユダヤ人の影響については今後の研究を待たねばならない。

### 宗教

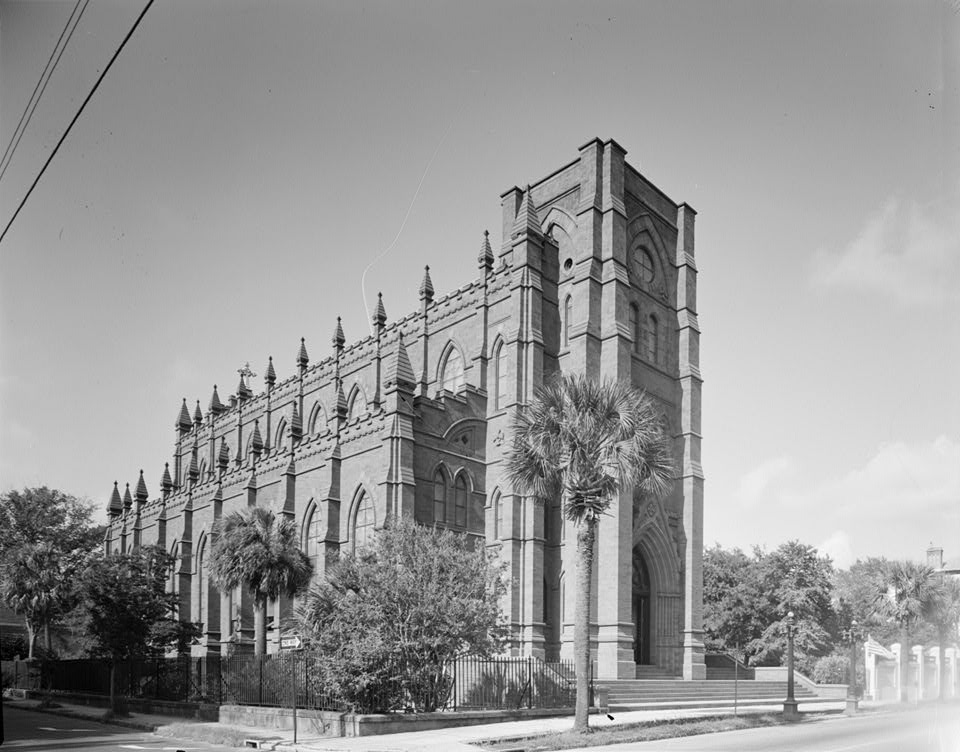
ローマ・カトリック教会のセントジョン・ザ・バプテスト大聖堂の昔の写真

チャールストンは多くの教会と宗派があることで注目されてきた。アメリカ合衆国では7番目に古い教区であるローマ・カトリック教会チャールストン教区の本部がある。著名な司祭で神学博士のジョン・イングランドが、市内では初のカトリック司祭だった。また聖公会サウスカロライナ教区の本拠地でもある。アメリカで2つしか残っていないユグノーの教会のうち1つがある。これは現在もプロテスタントの会派に属することでは唯一である。市内には多くの良く知られた教会、大聖堂およびシナゴーグがある。教会の尖塔が市のスカイラインを形作ることが、市のニックネームである「ホーリー・シティ」（聖なる市）の理由の一つである。チャールストンは歴史的に新世界でも最も宗教的に寛容な都市だった。最近チャールストンに本部を置く聖公会サウスカロライナ教区がイングランド国教会分裂の動きに重要な役割を演じるようになった。アメリカ合衆国とカナダのセブンスデー・バプテスト総局における唯一のアフリカ系アメリカ人セブンスデー・バプテスト教会が市内にある。チャールストンの第一バプテスト教会（1682年建立）は南部で最古のバプテスト教会であり、南部に残存する唯一のものである。幼稚園生から12年生までの学校にも使われている。
チャールストンには多くのまた歴史的なユダヤ人住民もいる。改革派ユダヤ教運動のアメリカ支部がチャールストンのシナゴーグ、カハル・カドシュ・ベス・エロヒムで設立された。大陸アメリカ合衆国ではニューヨーク、ニューポートおよびサバンナのものに次いで4番目に古いユダヤ教教会である。

### 毎年開催される文化的イベントと祭り
チャールストンは毎年スポレート・フェスティバルを主催する。これは様々な分野のアーティストによる100以上の作品を出展する17日間の芸術祭である。他にクーパー川橋ランニング大会やMOJA 芸術祭もある。MOJA 芸術祭はアフリカ系アメリカ人とカリブ海諸国の美術、音楽、文化の2週間の祝典である。

### 美術館および歴史的な見所

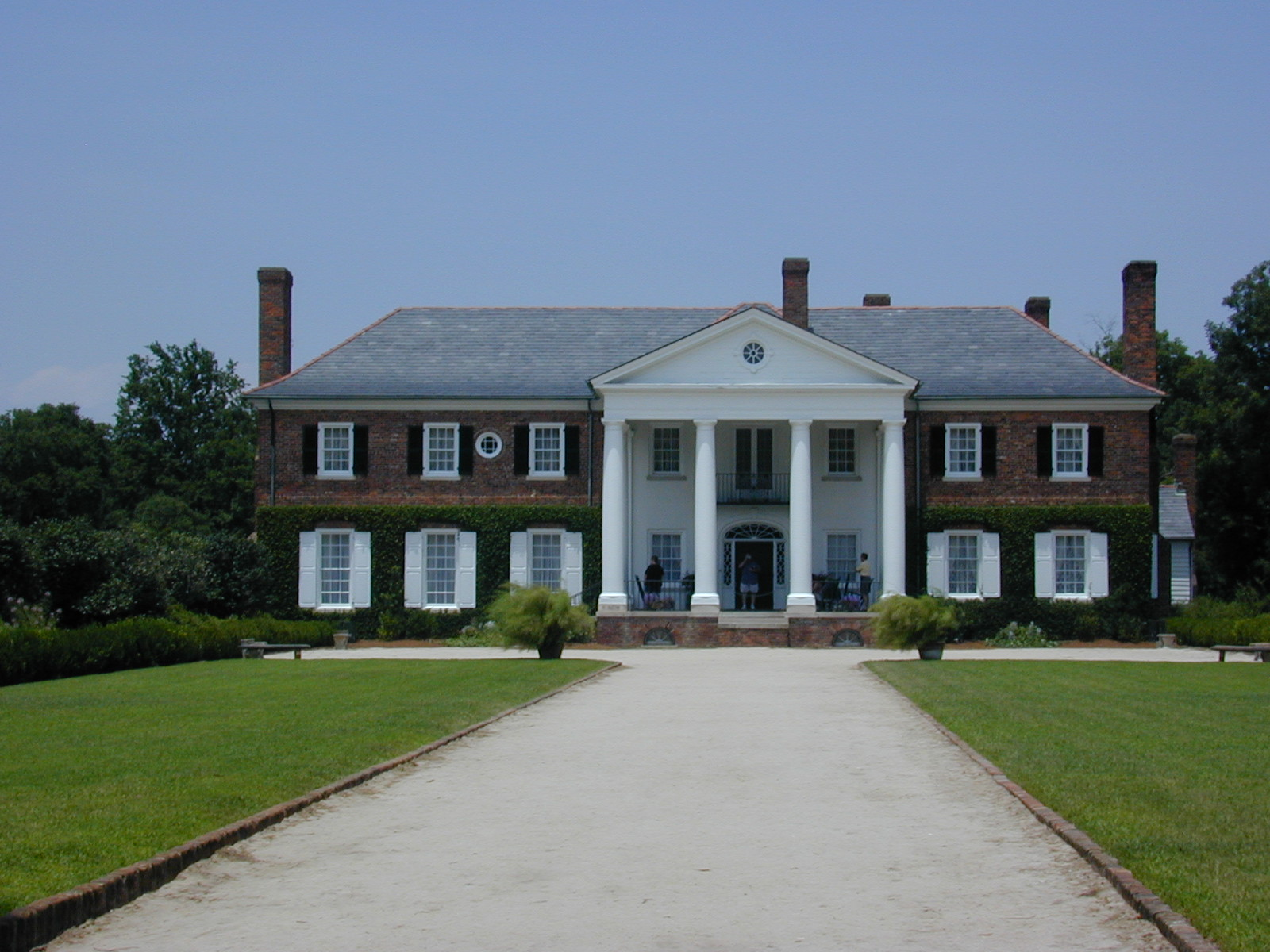
ブーン会館

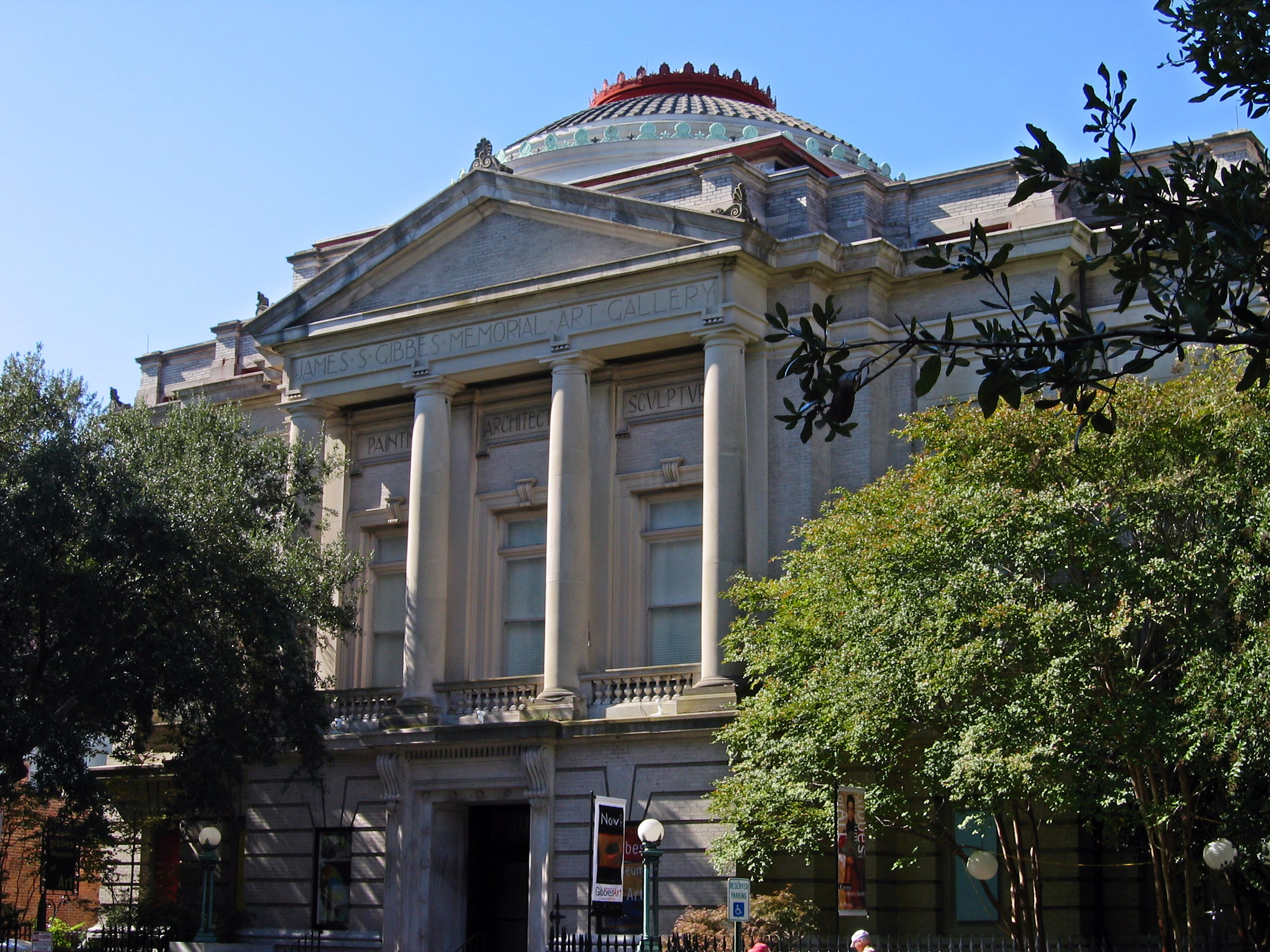
ギッブス画廊

古い植民地の都市として、チャールストンには様々な美術館および歴史的な見所がある。
- 交易所と税関：1767年建設。アメリカ独立宣言署名者を隠した地下牢があり、1791年にジョージ・ワシントンのための行事を開催し、1788年にはアメリカ合衆国憲法を批准した。アメリカ独立の娘達によって博物館として運営されている。
- 火薬庫：1713年建設、現在は博物館、サウスカロライナ州では最古の現存する公共建築物。
- ギッブス美術館：1905年開館、チャールストンあるいは南部関連のアメリカ人による作品を収集している。
- 耐火建築：サウスカロライナ州歴史協会が入る、会員制レファレンス図書館が公開されている。
- ナサニエル・ラッセルの家：連邦様式家屋、歴史的チャールストン基金が所有、家屋博物館として公開されている。
- ウィリアム・エイケン知事の家：エイケン・レットの家とも呼ばれ、ウィリアム・エイケン・ジュニアのために1820年建設。
- チャールストン博物館：1773年設立、アメリカで最初の博物館
- ヘイウッド・ワシントンの家：歴史ある家屋博物館、チャールストン博物館が運営、18世紀後半に建てられ、チャールストンで作られた家具を収めている。
- ジョセフ・マニゴールトの家：歴史ある家屋博物館、チャールストン博物館が運営、ガブリエル・マニゴールトが設計し、アダム様式建築で重要である。
- マーケットホールと納屋：単にマーケットとも呼ばれ、ミーティング通り188の背後で数ブロックに拡がっている。1830年代に建設され、南軍博物館を収めている。納屋には幾つかの恒久的店舗を収めるが、主に露天商人が使っている。
- ムールトリー砦：南北戦争が始まった所
- サムター要塞：港に位置する石造りの要塞。南北戦争の端緒であるサムター要塞の戦いの火蓋が切られた場所。

## メディア
地域の日刊紙はザ・ポスト・アンド・クーリエ(en:The Post and Courier)である。他にチャールストン・シティ・ペーパー(en:Charleston City Paper)とザ・チャールストン・リージョナル・ビジネス・ジャーナル(The Charleston Regional Business Journal)がある。月刊誌では「チャールストン」が市と周縁の地区の文化的生活を紹介する。ウエブサイト"The Charleston Crystal Ball" の本部でもある。このサイトは音楽会場のライブ映像や地域および近郷のフォーリー海岸の映像を流している。
チャールストンには多くの地域テレビやラジオの局がある。
- en:WCBD-TV 2 （NBC系列）(CW)
- en:WCIV-TV 4 （ABC系列）
- en:WCSC-TV 5 （CBS系列）
- en:WITV-TV 7
- WJRB-TV 18 (TeleFutura)
- WAZS-TV 22 (Azteca America)
- en:WTAT-TV 24 (フォックス放送系列)
- en:WMMP-TV 36 (MyTV)
- WJNI-TV 42 (America One)
- WCHD-TV 49

### ラジオ
- 1640 XSUR - 70s & 80s ("Surfside 1640")
- チャールストン・カレッジ・ラジオCOFC RADIO

チャールストンのラジオ局一覧 en:List of radio stations in Charleston

## スポーツ
- サッカー：チャールストン・バッテリー、USLプロフェッショナルリーグ所属、ダニエル島のブラックボー・スタジアムでプレイ
- 野球：チャールストン・リバードッグス (en)、マイナーリーグのサウス・アトランティックリーグ所属、ニューヨーク・ヤンキース傘下、ジョセフ・P・ライリー・ジュニア・パークでプレイ
- ラグビー：チャールストン・アウトローズRFC、1973年設立のラグビー・ユニオン所属チーム、パルメット・ラグビー・ユニオン、USAラグビー・サウスおよびUSARFUで好成績を挙げている。メモリアルデーの週末には7人制ラグビーの選手権を開催している。
- アイスホッケー：サウスカロライナ・スティグレイズ、イーストコースト・ホッケー・リーグ所属、2004年以降NHLのワシントン・キャピタルズ傘下、ノースチャールストンを本拠にし、ノースチャールストン・コロシアムでプレイ

その他著名なスポーツ会場としては、ジョンソン・ヘイグッド・スタジアム（シタデル・ブルドッグズのアメリカンフットボール・チームの本拠地）やチャールストン・カレッジのカロライナ・ファースト・センターがある。カロライナ・ファースト・センターは5,700人収容で、学校のバスケットボールやバレーボールのチームが利用している。

## メディアの中のチャールストン
テレビ、映画の中のチャールストン en:List of television shows and movies in Charleston, South Carolina
チャールストンは南部の歴史ある風景があることで、チャールストンを舞台にしたものはもとより代替地としても、映画やテレビの撮影場所として人気がある。さらに下記のような多くの小説や戯曲などでもその舞台になってきた。
- ガラ・オペラ 『ポギーとベス』 (Porgy and Bess)
- クライヴ・バーカーの小説『ガリレー』 （Galilee)
- ジョセフィン・ハンフリー(en:Josephine Humphreys)の小説『リッチ・イン・ラブ』 (Rich in Love)
- ラファエル・サバチニの小説『カロライナの人々』 (The Carolinian),
- アレクサンドラ・リプリーの小説『スカーレット』 （マーガレット・ミッチェル『風とともに去りぬ』の続編）、1991年のベストセラー。リプリーは実際にその小説『チャールストン』や続編『チャールストンを離れて』ではチャールストン市から着想を得た。
- シタデルの卒業生で小説家パット・コンロイの作品数冊
- ハリイ・タートルダヴのもう一つの歴史小説『タイムライン・191』、この本では南軍が南北戦争に勝利する
- 2004年の映画『ノートブック』、ラチェル・マクアダムズとライアン・ゴスリングが主演、キング通りのアメリカン劇場はアライとノアが初めてデートした所だった。

## 学校、大学
チャールストンの学校のリスト: en:List of schools in Charleston, South Carolina
チャールストン市の大半はチャールストン郡に入っているので、公共教育はチャールストン郡教育学区が運営している。しかし、北部の一部はバークレー郡教育学区が運営している。
多くの宗教系私立学校がある他に、アカデミック・マグネット・スクールがあり、全米で第一位にランクされるマグネット高校である。
高等教育機関としてはチャールストン・カレッジ（国内13番目に古い大学）やシタデル士官学校がある。チャールストン・サザン大学は南部バプテスト連盟の私立大学である。法科系学校のチャールストン法科スクール、医療系のサウスカロライナ医科大学もある。ローパー病院看護学校やトライデント工科カレッジ、およびウェブスター大学支所も市内にある。サウスカロライナ州にある公立大学の学位をチャールストンのローカントリー・グラデュエイト・センターで取得できる。また建築学学士号を与えられる国内唯一のカレッジであるアメリカ建築学カレッジが市内にある。最近出来た学校としては中心街ノースマーケット通りに位置するチャールストン芸術学校がある。

## 地区
チャールストンは数多くの島や諸島に囲まれる半島であり、チャールストン都市圏を構成している。チャールストン市は半島の主要部と西アシュレーおよび東クーパーを含んでいる。

### 半島内の地区
| - Ansonborough - Cannonborough - Central Business District - Downtown - Dr. Martin Luther King Jr. Memorial District - Eastside - Elliotborough - French Quarter - Harleston Village - Hampton Park Terrace - Historic District - Industrial District - Mazyck-Wraggsborough - Medical District - North Central - Radcliffeborough - Shopping District - South of Broad - Uptown - Westside - Wagener Terrace | - Ardmore - Ashley Harbor - Ashleyville - Canterbury Woods - Charlestowne Estates - Grand Oaks Plantation - Heathwood - Hickory Hill - Lenevar - MacLaura Hall - Old Towne Acres - Orleans Woods - Maryville - Parkshore - Saint Andrews - Shadowmoss Plantation - Sherwood Forest - South Windermere - Springfield - The Crescent - Village Green - Windermere - Cainhoy Historic District - Cainhoy Industrial District - en:Daniel Island |

## 中心街の広場

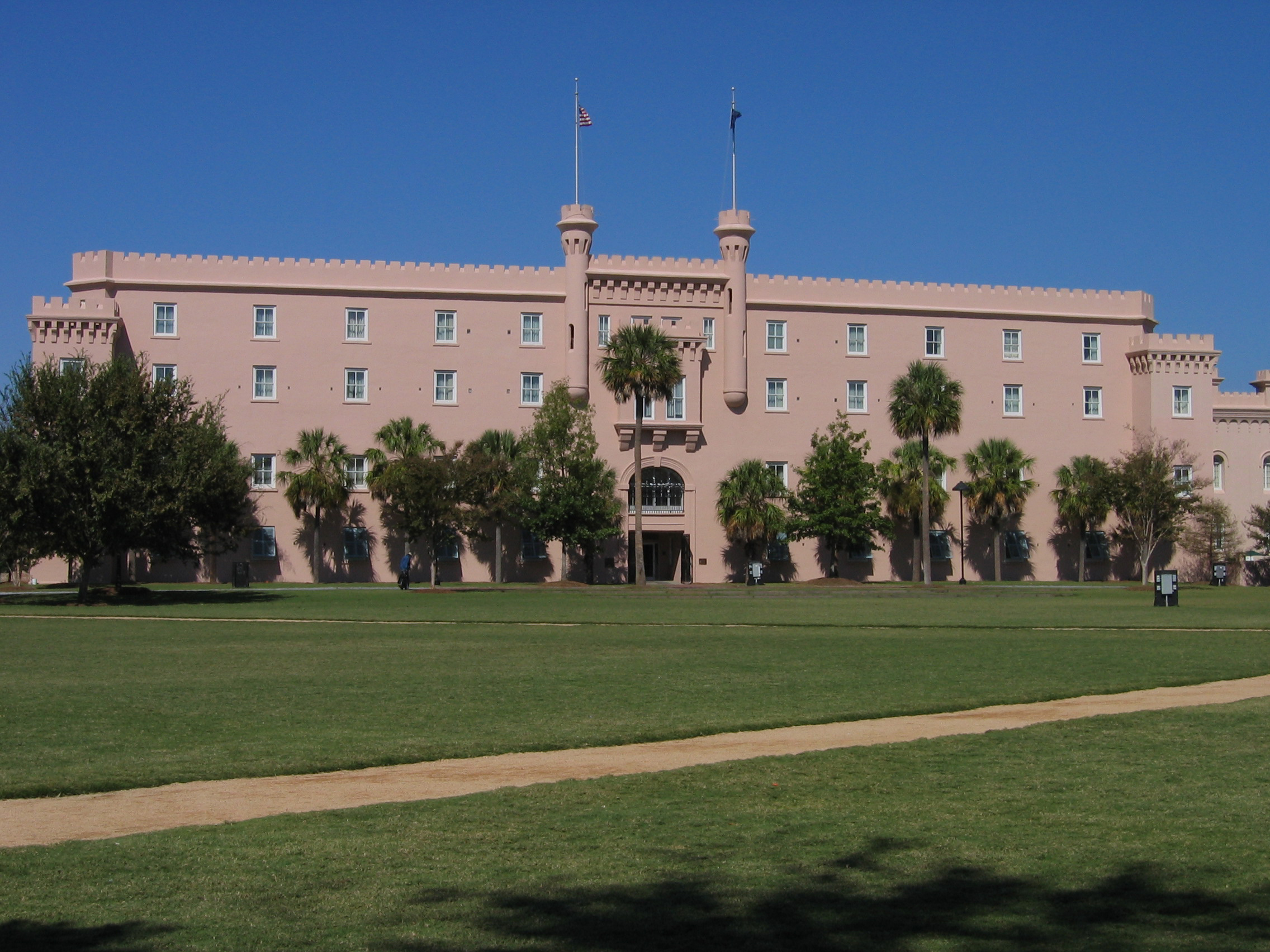
マリオン広場に隣接するサウスカロライナ州立武器庫

- 郡庁舎広場Court House Square
- 自由広場
- マリオン広場Marion Square
- マーケット広場
- ワシントン広場Washington Square

## 軍事基地
- チャールストン空軍基地（英語版）
- 沿岸警備隊チャールストン駐屯所
- チャールストン海軍基地Charleston Navy Base - （武器庫および海軍刑務所）ノースチャールストン市の元造船所に病院もある。
- チャールストン武器庫 - ノースチャールストン市

## 姉妹都市
チャールストンは海外、国内各１都市と姉妹都市を結んでいる。
- イタリア、ウンブリア州、スポレート
- アメリカ合衆国、ジョージア州、サバンナ

### 美術、建築、文芸、科学
- Cothran, James R. Gardens of Historic Charleston. U. of South Carolina Press, 1995. 177 pp.
- Greene, Harlan. Mr. Skylark: John Bennett and the Charleston Renaissance. U. of Georgia Press, 2001. 372 pp.
- Hutchisson, James M. and Greene, Harlan, ed. Renaissance in Charleston: Art and Life in the Carolina Low Country, 1900-1940. U. of Georgia Press, 2003. 259 pp.
- Hutchisson, James M. DuBose Heyward: A Charleston Gentleman and the World of Porgy and Bess. U. Press of Mississippi, 2000. 225 pp.
- McNeil, Jim. Charleston's Navy Yard: A Picture History. Charleston, S.C.: Coker Craft, 1985. 217 pp.
- O'Brien, Michael and Moltke-Hansen, David, ed. Intellectual Life in Antebellum Charleston.  U. of Tennessee Press, 1986. 468 pp.
- Poston, Jonathan H. The Buildings of Charleston: A Guide to the City's Architecture. U. of South Carolina Press, 1997. 717 pp.
- Severens, Kenneth. Charleston: Antebellum Architecture and Civic Destiny. U. of Tennessee Press, 1988. 315 pp.
- Stephens, Lester D. Science, Race, and Religion in the American South: John Bachman and the Charleston Circle of Naturalists, 1815-1895. U. of North Carolina Press, 2000. 338 pp.
- Waddell, Gene. Charleston Architecture: 1670-1860. 2 vol. Charleston, S.C.: Wyrick, 2003. 992 pp.
- Weyeneth, Robert R. Historic Preservation for a Living City: Historic Charleston Foundation, 1947-1997.  (Historic Charleston Foundation Studies in History and Culture series.) U. of South Carolina Press, 2000. 256 pp.
- Yuhl, Stephanie E. A Golden Haze of Memory: The Making of Historic Charleston. U. of North Carolina Press, 2005. 285 pp.
- Zola, Gary Phillip. Isaac Harby of Charleston, 1788-1828: Jewish Reformer and Intellectual. U. of Alabama Press, 1994. 284 pp.
- Susan Harbage Page and Juan Logan. "Prop Master at Charleston's Gibbes Museum of Art", Southern Spaces, 21 September 2009.

### 民族
- Bellows, Barbara L. Benevolence among Slaveholders: Assisting the Poor in Charleston, 1670-1860. Louisiana State U. Press, 1993. 217 pp.
- Drago, Edmund L. Initiative, Paternalism, and Race Relations: Charleston's Avery Normal Institute. U. of Georgia Press, 1990. 402 pp.
- Egerton, Douglas R. He Shall Go Out Free: The Lives of Denmark Vesey. Madison House, 1999. 248 pp. online review
- Greene, Harlan; Hutchins, Harry S., Jr.; and Hutchins, Brian E. Slave Badges and the Slave-Hire System in Charleston, South Carolina, 1783-1865. McFarland, 2004. 194 pp.
- Jenkins, Wilbert L. Seizing the New Day: African Americans in Post-Civil War Charleston. Indiana U. Press, 1998. 256 pp.
- Johnson, Michael P. and Roark, James L. No Chariot Let Down: Charleston's Free People of Color on the Eve of the Civil War.  U. of North Carolina Press, 1984. 174 pp.
- Kennedy, Cynthia M. Braided Relations, Entwined Lives: The Women of Charleston's Urban Slave Society. Indiana U. Press, 2005. 311 pp.
- Powers, Bernard E., Jr. Black Charlestonians: A Social History, 1822-1885. U. of Arkansas Press, 1994. 377 pp.